# Тугіскен
Тугіске́н (каз. Түгіскен) — село у складі Жанакорганського району Кизилординської області Казахстану. Адміністративний центр та єдиний населений пункт Аккорганського сільського округу.
У радянські часи село називалось Тогускен.
Населення — 4446 осіб (2021; 3766 у 2009, 3732 у 1999, 2695 у 1989).